# Pueblo barma
El pueblo barma, también es conocido como baguirmi, bagirmi o barmamge. Se identifican como descendientes del antiguo reino o sultanato de Baguirmi que gobernó el sureste de Chad y parte de Sudán entre los siglos XVI y principios del XX. Están emparentados con el complejo de comunidades Sara-Bagirmi por razones lingüísticas, culturales e históricas. A comienzos del siglo XXI se estimó una población de 147.000 personas, equivalente al 1,2% de los habitantes de Chad, a los que hay que agregar algunas pequeñas comunidades en la vecina Nigeria. Son mayoritariamente de religión islámica y hablan el idioma baguirmi, que pertenece a la familia lingüística nilo-sahariana. El pastoreo, la agricultura y la pesca sustentan su economía tradicional.

## Idioma

Región del lago Chad en 1890. El territorio del sultanato Bagirmi en rosado

Hablan baguirmi, un idioma del filo nilo-sahariano y la familia de lenguas sudanesas centrales. Tiene dialectos conocidos como lisi y barma. Se estima que existen unos 148.000 hablantes de baguirmi entre las etnias barma y miltu.
A pesar de su adopción del Islam en el siglo XVII, un gran número de personas del pueblo barma retuvieron sus idiomas originales, de modo que mientras los arabizados barma hablaban árabe los nativos barma hablaban tar barma, un idioma cercano a lenguas del grupo étnico sara, el kenga y el bulala.

## Religión

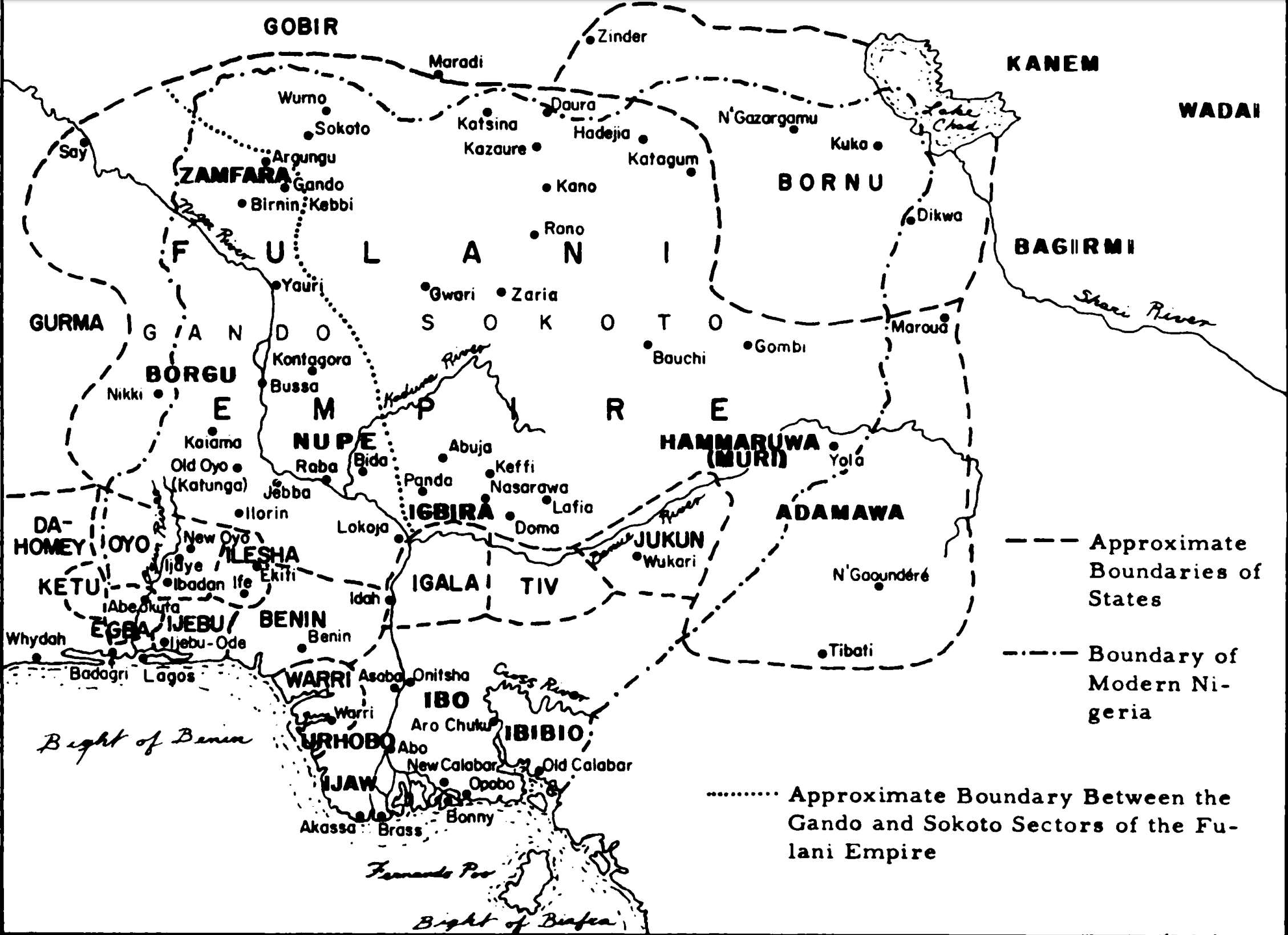
Reinos y estados de Nigeria en el siglo XIX

El pueblo barma es musulmán, aunque sus miembros también practican algunos rituales preislámicos.

## Historia

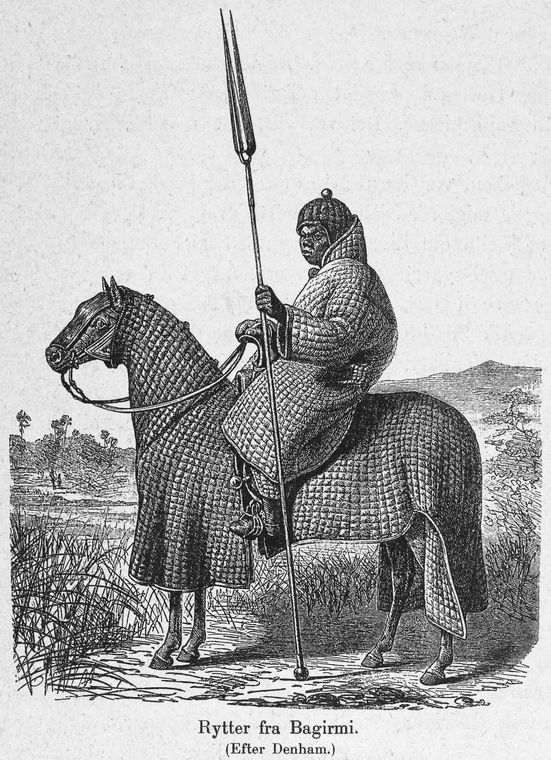
Jinete del sultanato Bagirmi

Tomaron su etnónimo de los habitantes del antiguo reino Baguirmi. Convertido en sultanato algunas investigaciones sitúan su fundación en torno al año 1522 y otras la sitúan casi un siglo después, sobre el año 1620. Este sultanato se extendió desde el sureste del lago Chad hasta las riberas del Bajo Chari. La población nativa estaba integrada mayoritariamente por personas del norte de África, y subsaharianos de la etnia kenga. La población del sultanato se amplió con la llegada de miembros de la etnia sara, que eran traídos en calidad de esclavos, capturados en las incursiones que realizaban los grupos kenga al sur del sultanato. Además del grupo sara, se fueron integrando personas y familias de las etnias kanuri, peul, masa y niellim.
Los principales asentamientos en Chad se encontraban en torno a la ciudad de Massenya, que fue capital del sultanato. Continuaban a lo largo del río Chari y en Yamena, capital de Chad, así como en sus alrededores. También hay comunidades barma en Maiduguri, capital del estado de Borno, al noreste de la vecina Nigeria. Durante la vigencia del sultanato estaban dirigidos por el correspondiente sultán que ejercía un poder absoluto, rodeado por una corte y un conjunto de administradores y burócratas palaciegos.
La política expansionista del sultanato duró un siglo. Pero las luchas con los reinos vecinos de Bornu al oeste y Uadai (Ouaddai), al este comenzaron a debilitar al sultanato que en algunas ocasiones debió pagar tributo a sus vecinos. En el siglo XIX fueron sometidos por un traficante de esclavos conocido como Rabah, poderoso tirano que regenteaba un imperio en esas fechas por África central. En 1912 fueron incorporados al África Ecuatorial Francesa hasta 1960 que se declaró la independencia del Chad.

## Economía
La mayoría de los barma dependen tanto de la pesca como de la agricultura como base de su sustento. La pesca se desarrolla diariamente en los ríos Chari y Bahr Ergig, mientras que la agricultura se desarrolla en tierras próximas a las aldeas.  El mijo y el sorgo son los principales cultivos. También se cultivan frijoles, ajonjolí, maní, algodón y hortalizas. Generalmente trabajan mediante técnicas de tala y quema. Todos los productos alimenticios se cultivan cada vez más como cultivos comerciales y de subsistencia. Los intentos franceses de hacer del algodón un importante cultivo comercial fracasaron durante el período colonial. Cortar madera para vender en áreas urbanas es común.
La agricultura implica mano de obra tanto masculina como femenina. Los hombres trabajan los cultivos mayores como los del mijo y el sorgo. Las mujeres se dedican principalmente a las huertas, que están ubicadas dentro o cerca de las aldeas. Los hombres pescan, comercian en los mercados y construyen las casas. Las mujeres preparan las comidas, cuidan a los niños y producen artesanías como cerámica y canastas. El trabajo agrícola suele organizarse en grupos comunitarios pues las familias barma suelen ser pequeñas.
Los bama-árabes y los barma-fulani son principalmente ganaderos. Pastorean ganado vacuno, ovino y caprino en campo abierto.
Bagirmi tenía una buena reputación de artesanía fina en la época precolonial. Sus textiles y marroquinería fueron especialmente apreciados, pero ambos han desaparecido en gran medida.

## Sociedad
Las aldeas tradicionales de los barma son conjuntos familiares. Los asentamientos pueden albergar desde grupos de 50 hasta los más grandes de un centenar de personas. Por lo general, cada aldea está gobernada por un linaje y sus familias. La tasa de natalidad es baja entre los barma. Entre la causas de esta problema se señalan la desintegración familiar, las separaciones de parejas por la gran diferencia de edad que suele haber en los matrimonio concertados, la baja fertilidad por enfermedades venéreas y el escaso acceso a centros sanitarios.
Los tribunales islámicos y el sistema legal de Chad son las instancias para resolver las disputas y delitos más graves. Las faltas menores se manejan a nivel de aldea.